# صلنفة
صلنفة بلدة سوريا يبلغ عدد سكانها 1,847 نسمة وذلك حسب إحصائيات سنة 2004. يبلغ ارتفاع المدينة عن سطح البحر قرابة 1130 متر. وهي مصيف سوري يقع بالقرب من مدينة اللاذقية الساحلية على البحر الأبيض المتوسط. يرتاده السياح من كافة أنحاء العالم، خاصة الزوار من أقطار الوطن العربي للتمتع بجمال الطبيعة الخلابة والجو الرائع.

## السياحة في صلنفة
يتمتع مصيف صلنفة بشهرة واسعة بين المصايف السورية، إذ يتميّز بجمال الطبيعة والجبال والغابات والإطلالات والمناظر الساحرة من كل جانب. في صلنفة فنادق عريقة وأماكن كثيرة للإقامة ومقاهي ومطاعم ومنشآت سياحية وأماكن للنزهة كثيرة في محيط المصيف، وتزدحم شوارع صلنفة بالسياح والنشاط والحركة في أشهر الصيف بشكل كبير، وفي المصيف سوق تجاري وتنتشر العمارات والفلل وأماكن الإقامة السياحية، وتحيط بالمنطقة القمم الجبلية الرائعة وغابات السنديان والشوح والأرز، وبالقرب منها مصيف سلمى ومصيف دورين المعروفين بطبيعتهما الأخّاذة؛ فمصيف دورين مشهور بغابات الدلب وغابات الصنوبر ويعتبر التفاح في قرية دورين من أفضل أنواع التفاح في المنطقة.

## المناخ
المناخ في صلنفة معتدل صيفاً وبارد شتاءً وليلاً. تتساقط الثلوج في أشهر الشتاء لتغطي المساكن والقمم والجبلية.

## السكان والخدمات
تتعايش في صلنفة مجموعة من الطوائف بانسجام. تتعد الاحتفالات السنوية في صلنفة ومنها مهرجان صلنفة السياحي والعديد من الفعاليات الثقافية، وفي صلنفة مراكز خدمات مختلفة منهاً مركز للبريد ومركز صحيّ وكافة أنواع الخدمات الاجتماعية والتعليمية ومدرسةٌ ثانوية وعدد من المدارس الابتدائية ومركز للمياه وآخر للكهرباء ومركز للخدمات السياحية.